# Astragalus balearicus
Astragalus balearicus (лат.) — вид двудольных растений рода Астрагал (Astragalus) семейства Бобовые (Fabaceae). Впервые описан британским ботаником Артуром Оливером Чатером в 1961 году.

## Распространение, описание
Эндемик Балеарских островов (Испания), встречающийся на Кабрере, Майорке и Менорке. Предпочитает гористые, холмистые и подверженные ветрам прибрежные участки с сухой почвой и хорошей освещённостью.
Многолетний кустарник, хамефит; растёт плотной группой. Стебель покрыт колючками. Листья собраны в листовки. Цветёт с марта по июль.

## Замечания по охране
Не имеет угроз к исчезновению.